# Jean Bassal
Jean Bassal, né le 12 septembre 1752 à Béziers et mort le 3 mai 1803 à Paris, est un prêtre-philosophe et député français.

## Biographie
Membre de la Congrégation de la Mission avant 1789 et vicaire de Notre-Dame, il prend part au déclenchement de la Révolution française et devient l'un des premiers assermentés de Versailles. Il est élu prêtre constitutionnel de la paroisse Saint-Louis de Versailles le 10 avril 1790, membre du Directoire du département le 6 juillet 1790, vice-président du district en 1791.
Le 3 septembre 1791, il est élu, avec 299 voix sur 553 votants, député de Seine-et-Oise à la Législative, où il affiche des opinions avancées. Il fait ainsi décréter d'accusation le duc de Brissac, commandant de la garde constitutionnelle.
Réélu à la Convention, il vote pour la mort sans appel ni sursis lors du procès de Louis XVI.
Il est nommé avec Garnier de l'Aube représentant en mission dans le Jura, l'Ain, la Côte-d'Or et le Doubs par décret du 18 juin 1793 pour apaiser des troubles et épurer les autorités. À son retour, il est élu secrétaire de l'assemblée. Accusé de modérantisme, il se défend en expliquant qu'il avait reçu chez lui Marat quand il faisait l'objet de poursuites. Puis il est envoyé, avec Charles-Jean-Marie Alquier, Bernard de Saintes et Jacques Reverchon, en mission dans l'Ain, le Jura, la Côte-d'Or, le Mont-Terrible et la Haute-Saône par décret du 17 août 1793 pour la levée en masse et la sécurité des frontières. Il est rappelé par lettre du Comité de salut public du 21 frimaire an II (19 décembre 1794).
Nommé au début du Directoire agent secret à Bâle — délibération secrète du Directoire du 24 brumaire an IV —, sa mission était d'assurer les approvisionnements de l'armée d'Italie et de surveiller Barthélemy, suspect de n'avoir pas dénoncé le comité autrichien de Bâle, qui correspondait avec Lemaître, l'un des chefs de l'insurrection royaliste du 13 vendémiaire an IV. il est également chargé, en tant que commissaire du gouvernement, d'inspecter les bureaux de poste de la frontière avec la Suisse (Huningue, Porrentruy, Besançon, Pontarlier, Saint-Claude et Versoix).
Puis il accompagne à Naples Championnet. Toutefois, accusé de provoquer le trouble entre le commissaire civil et l'agent militaire, et d'en profiter pour dilapider la caisse publique, il est ramené à Milan avec Championnet. Le Coup d'État du 30 prairial an VII le sauve. Quand Championnet est rappelé en l'an VIII, il l'accompagne, puis, à sa mort, survenue peu après, se retire à Paris, où il meurt dans l'obscurité.

## Sources partielles
- Adolphe Robert, Gaston Cougny, Dictionnaire des parlementaires français de 1789 à 1889, Paris, Edgar Bourloton, 1889-1891, tome 1 (de Barrot à Bastard-Destang), p. 188-189.
- Fiche sur Assemblée nationale